# Aneesur Rahman

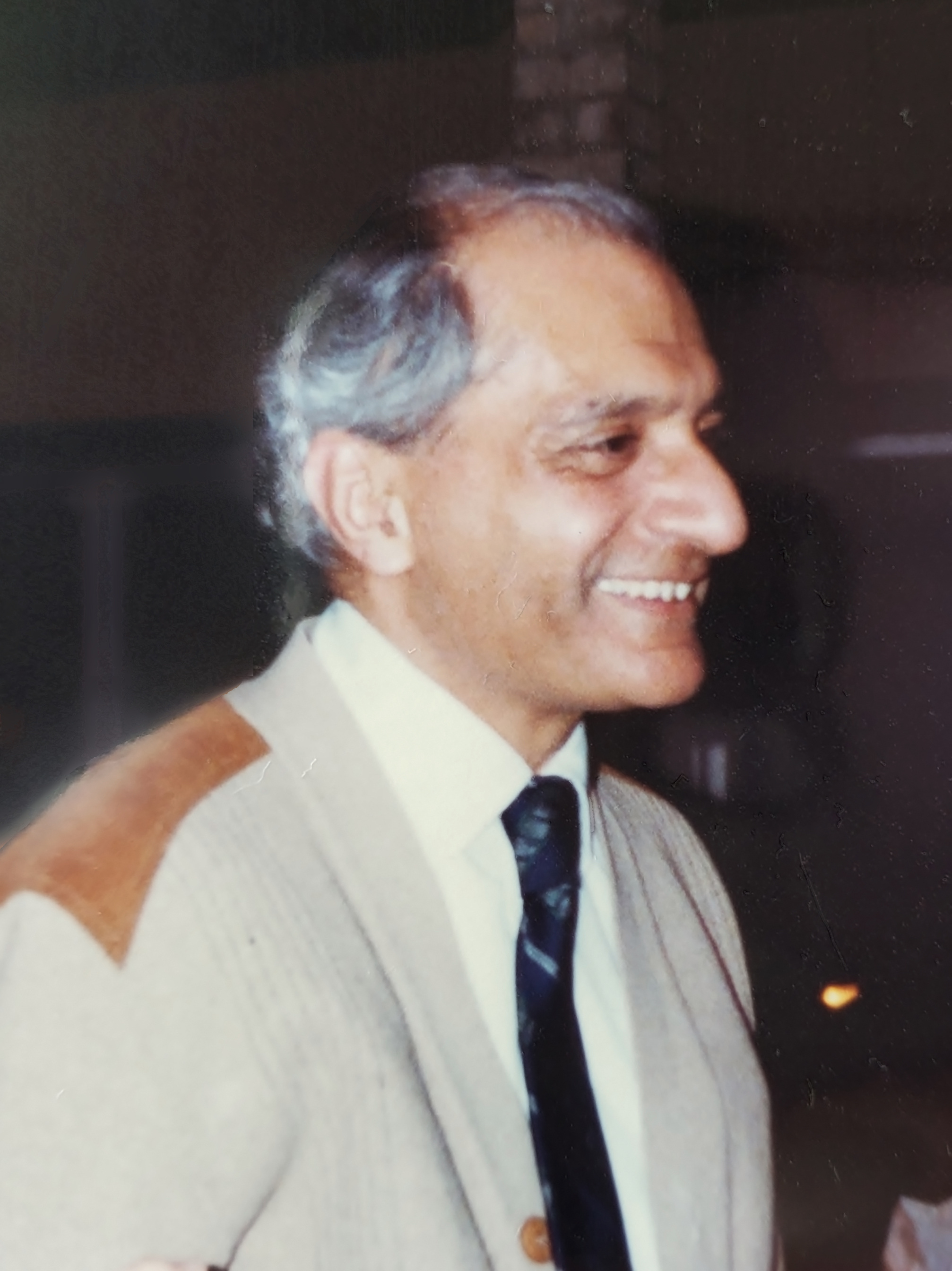
Aneesur Rahman

Aneesur Rahman (* 24. August 1927 in Hyderabad; † 6. Juni 1987 in Minneapolis) war ein indischer Physiker.
Rahman studierte Physik und Mathematik an der Universität Cambridge und wurde an der Universität Löwen in theoretischer Physik promoviert. Ab 1960 war er am Argonne National Laboratory, wo er bis 1985 blieb, als er Professor an der University of Minnesota wurde und am Supercomputer Institute der Universität war.
Er gilt als einer der Begründer der molekularen Dynamik, der Simulation des Verhaltens einer Menge von Molekülen mit Computern. 1964 simulierte er das Verhalten von 864 Argon-Molekülen, mit Wechselwirkung nach dem Lennard-Jones-Potential auf einem CDC 3600 Computer. Mit Michele Parrinello entwickelte er 1980 die Parrinello-Rahman-Methode der molekularen Dynamik
In den 1980er Jahren entwickelte er mit David Callaway das Verfahren des mikrokanonischen Ensembles in der Gittereichtheorie.
1977 erhielt er den Irving Langmuir Award.
Die American Physical Society vergibt seit 1993 den nach ihm benannten Aneesur-Rahman-Preis für Leistungen in Computerphysik.